# 年例
年例，又称“年宵”，取“年年有例”之意，是流行于华南地区鉴江流域（特别是粤西茂名、湛江以及广西北流南部一带）的传统民俗节日庆典活动，主要于每年农历新年后的一两个月内举行，民间素有“年例大过年”的说法。茂名年例、吴川年例先后入选广东省第四批、第五批省级非物质文化遗产名录。北流年例入选广西壮族自治区第五批自治区级非物质文化遗产项目名录。

## 起源
年例的具体起源已不可考，但在清代时已十分盛行。据清朝光绪年间《茂名县志》记载：“二月祭社分内入社后，田功毕作，自十二月至于是月，乡人傩沿门逐鬼，唱土歌，谓之年例。”

## 流程
各地年例时间不一，多为约定俗成，大部分集中在农历正月至二月内举行，部分村庄会在秋收之后举办年例，被称为“返秋（翻秋）年例”。年例一般分为“起年例”、“正年例”和“年例尾”三个阶段，历时一天或三天不等，一般以村落或土地神庙的“神社”作为单位，由各自然村或宗族组织，以庙宇或宗祠作为主要活动中心。召集者俗称“年例头”或“例首”，由村民轮流担任或抽签决定，负责组织和协调各项事宜。‌‌年例所需费用则由各家按人数募集。

### 起年例
由村内德高望重的前辈在寺庙内举行请神仪式后，把庙中供奉的神像安放在事先准备好的神轿之内。

### 正年例
“游神”、“摆醮”（又称“摆宗台”、“摆盅”）是年例民俗活动的核心项目。各村按预定线路将奉祀的神祗巡游全境（俗称“游地界”），以保境安民，祈求来年风调雨顺，游神队伍通常伴随八音演奏、舞狮、舞龙、武术表演、飘色、跳花棚、花车巡游等活动，场面甚为壮观。各家各户把准备的“三牲”供奉在宗台上，待神祗到达时进行祈福仪式，燃烧鞭炮或烟火。当日各户张灯结彩，大排筵席，招待亲朋好友，谓之“食年例”，宴席多为流水席，到场的客人越多，主人家便越有面子。村内亦会举行粤剧、木偶戏演出，或者体育比赛、歌舞晚会等，供大众观赏。

### 年例尾
村民将巡游全境后的神祗送回庙中，代表“年例期”就此结束。也有部分村落有“押舟”或“封船”（烧纸船）的习俗，将象征封载着秽忌的纸船火化掉，寓意消除厄运、合境平安。

## 现状
20世纪六七十年代，“年例”活动因“文化大革命”破除封建迷信活动而被废除，至改革开放后才逐渐得以恢复。随着城市化进程加快及粤西地区人口流失严重，农村大批劳动力外出打工、经商，一些传统风俗在部分地区正在逐步消失，民间信仰也逐渐淡化。年例设宴的大操大办，亦被批评“容易造成攀比之风、导致铺张浪费”。
因防控新冠肺炎需要，各地“年例”活动在2020年至2022年停办。